# Антивоенна пропаганда в България през Първата световна война
Антивоенна пропоганда през Първата световна война е акция, която има за цел България да не участва във войната.

## Начало на пропагандата
Антивоенната пропоганда започва още при избухването на войната. Докато партиите се разделят на два лагера – привърженици на Антантата и привърженици на Централните сили - има партия, която настоява категорично за неутралитет и против въвличането на България в Първата световна война. Това е БРСДП (т. с.). Но тя е слаба, без достатъчно влияние и не може да окаже сериозно въздействие върху политиката на страната. За неутралитет е и БРСДП (об.), но вътре в партията има привърженици и на двата лагера. Именно тесните социалисти подемат основно антивоенна агитация.

## Пропагандата по време на войната
Когато на 23 септември 1915 година правителството на Васил Радославов обявява мобилизация, тесните социалисти и БЗНС водят активна антивоенна агитация. Под тяхно влияние на отделни места избухват бунтове в армията. Най-големи размери те вземат в 27 чепински полк. Като цяло обаче българската войска запазва високия си дух и боеспособност.
След като става ясно, че войната ще стане дълга и продължителна, през 1916 година броженията сред войниците растат, като прерастват във вълнения в 11, 21, 25 и 46 полк. На следващата година се образуват и първите войнишки комитети, с участието на БРСДП (т. с.), след като достига новината за Февруарската революция в Русия и абдикацията на Николай II. Зачестяват отказите на войниците да изпълняват задълженията си и дезертиралите войници.
След Октомврийската революция антивоенната агитация още повече се засилва. Победата на революцията дава тласък на борбата за прекратяване на войната и сключване на мир. Зачестяват войншиките бунтове. Те издигат позиви за сключване на примирие до 15 септември 1918 година, като в противен случай заплашват с масово напускане на фронта. Исканията им не са приети. След пробива при Добро поле негодуванието на войниците прераства във Владайското въстание.